# Rouvres-Saint-Jean

Rouvres-Saint-Jean este o comună în departamentul Loiret din centrul Franței. În 1 ianuarie 2022 avea o populație de 299 de locuitori.